# Rivière de la Sauvagesse
Pour les articles homonymes, voir Rivière Sauvage.
La rivière de la Sauvagesse coule successivement dans les municipalités de Sainte-Françoise et de Saint-Jean-de-Dieu, dans la municipalité régionale de comté (MRC) de Les Basques, dans la région administrative du Bas-Saint-Laurent, au Québec, au Canada.
La rivière de la Sauvagesse est un affluent de la rive nord-est de la rivière des Trois Pistoles laquelle coule vers le nord jusqu'au littoral sud-est du fleuve Saint-Laurent où elle se déverse dans la municipalité de Notre-Dame-des-Neiges, dans la municipalité régionale de comté (MRC) des Basques.

## Géographie
La rivière de la Sauvagesse prend sa source en zone forestière et agricole, dans la municipalité de Sainte-Françoise (Les Basques), dans les monts Notre-Dame. Cette source est située à 10,1 km au sud-est du littoral sud-est de l'estuaire du Saint-Laurent, à 9,9 km au sud-est du centre du village de Trois-Pistoles, à 3,9 km au sud-ouest du centre du village de Sainte-Françoise (Les Basques) et à 8,9 km au nord-ouest du centre du village de Saint-Jean-de-Dieu.
À partir de sa source, la rivière de la Sauvagesse coule sur 6,9 km répartis selon les segments suivants :
- 1,1 km vers le sud dans la municipalité de Sainte-Françoise (Les Basques), jusqu'à la limite de Saint-Jean-de-Dieu ;
- 0,2 km vers le sud, jusqu'à la route 293 Nord ;
- 1,4 km vers le sud-ouest, jusqu'à la route 293 Nord ;
- 1,5 km vers le sud-ouest en recueillant les eaux de la Branche Lauzier, jusqu'à la confluence du ruisseau Dumont (venant du nord) ;
- 1,9 km vers le sud-ouest en coupant le chemin du 5e rang, jusqu'à la limite de Sainte-Françoise (Les Basques) ;
- 0,8 km vers l'ouest, jusqu'à sa confluence.

La rivière de la Sauvagesse se déverse à la limite entre les municipalités de Saint-Jean-de-Dieu et de Sainte-Françoise, sur la rive nord-est de la rivière des Trois-Pistoles. Cette confluence est située à 2,9 km en aval de la confluence de la rivière Boisbouscache (venant de l'est), à 0,9 km en amont de la confluence de la rivière de la Gamelle (venant de l'ouest) et à 2,9 km en amont de la limite de Notre-Dame-des-Neiges.

## Toponymie
Le toponyme « rivière de la Sauvagesse » a été officialisé le 5 décembre 1968 à la Commission de toponymie du Québec.